# S&P Global
Pour les articles homonymes, voir McGraw ou McGraw-Hill Education pour l'éditeur universitaire.
S&P Global est une entreprise américaine basée à New York spécialisée dans l'information et l'analyse financière, maison-mère notamment de l'agence d'analyse financière Standard & Poor's (S&P) dont les principaux concurrents sont Moody's et Fitch Ratings. S&P Global (anciennement McGraw-Hill Financial) est une ancienne branche du groupe d'édition américain McGraw-Hill et est indépendant de l'ancienne branche éducation du groupe qui subsiste aujourd'hui sous le nom de McGraw-Hill Education.

## Histoire
Les origines de McGraw Hill remontent à l'année 1888 : James H. McGraw (1860-1948) venait alors de racheter une revue de vulgarisation technique, l'American Journal of Railway Appliances, consacrée aux mécanismes des locomotives. Il acheta d'autres journaux par la suite, pour les regrouper sous la raison sociale The McGraw Publishing Company en 1899. John A. Hill (1858-1916) éditait de son côté un certain nombre d'ouvrages techniques : en 1902 il créait The Hill Publishing Company. Puis en 1909, les deux éditeurs se convainquirent de la complémentarité de leur offre, et décidèrent de fusionner les deux compagnies, donnant naissance à The McGraw-Hill Book Company, avec John Hill comme président et James McGraw comme vice-président. La maison d'édition devint en 1917 The McGraw-Hill Publishing Company, Inc.. 
La série Schaum's Outline (lancée dans les années 1930), est une collection de livres d'exercices couvrant une multitude de disciplines scolaires : elle a rendu cet éditeur mondialement célèbre. Vers le milieu des années 1950, McGraw Hill s'est lancé dans une politique de publication de masse, en rendant son fonds d'ouvrages académiques accessible par des livres bon marché, avec des couvertures simplement cartonnées et collées : ainsi la série des manuels de S. Timoshenko, en partenariat avec l'ASME.
En 1979, McGraw-Hill a racheté le célèbre magazine d'informatique Byte à Virginia Williamson, laquelle devint pour l'occasion vice-présidente de McGraw-Hill. En 1986, McGraw-Hill a racheté son plus gros concurrent américain sur le marché des manuels scolaires, The Economy Company. 

### Cession de la brancheEducation, recentrage sur l'information financière
Le 26 novembre 2012, McGraw-Hill a annoncé qu'elle se retirait du marché de l'édition scolaire et universitaire, en vendant sa Division éducation à Apollo Global Management pour 2,5 milliards de dollars. Le 22 mars 2013, elle a annoncé la conclusion de l'accord de vente moyennant un versement au comptant de 2,4 milliards de dollars, et le 1er mai 2013, les actionnaires de McGraw-Hill ont entériné l'adoption d'une nouvelle raison sociale : McGraw Hill Financial.
En juillet 2015, McGraw-Hill Financial acquiert SNL Financial, spécialisée dans l'information financière, pour 2,23 milliards de dollars.
En février 2016, McGraw-Hill Financial décide de changer de nom pour devenir S&P Global à partir d'avril 2016. Ce nom est formellement adopté après un vote des actionnaires le 27 avril 2016. En avril 2016 toujours, McGraw-Hill Financial cède J.D. Power & Associates à XIO Group pour 1,1 milliard de dollars.
En novembre 2020, S&P Global annonce la fusion de ses activités avec IHS Markit, pour 44 milliards de dollars, en action seulement.

### Identité visuelle (logotype)

Logo de McGraw-Hill Companies jusqu'en 2013.
Logo de McGraw-Hill Financial de 2013 à avril 2016.
Logo de S&P Global avril 2016.

## Principaux actionnaires
En décembre 2011 :
- Capital World Investors : 9,99 %
- Vanguard Group : 4,46 %
- State Street : 4,14 %
- Oppenheimer Funds (en) : 3,93 %
- American Funds (en) Washington Mutual A : 3,86 %
- American Funds Income Fund of America A : 3,68 %
- Jana Partners : 3,39 %
- T. Rowe Price Associates : 3,14 %
- Dodge & Cox : 3,12 %